# Bill Schuffenhauer
Bill Schuffenhauer, född den 24 juni 1973 i Salt Lake City, USA, är en amerikansk bobåkare.
Han tog OS-silver i herrarnas fyrmanna i samband med de olympiska bobtävlingarna 2002 på hemmaplan i Salt Lake City.